# 고금록
《고금록》(古今錄)은 고려 때 박인량(朴寅亮, ? ~ 1096년)이 지은 사서(史書)이다. 10권으로 이루어졌다 하나 지금 전하지 않아 체제나 내용을 정확히 알 수가 없다.